# Pavonia purpusii
Pavonia purpusii är en malvaväxtart som beskrevs av T. S. Brandegee. Pavonia purpusii ingår i släktet påfågelsmalvor, och familjen malvaväxter. Inga underarter finns listade i Catalogue of Life.